# John George (Schauspieler)
John George (arabisch جون جورج; * 20. Januar 1898 in Aleppo als Tufei Fantella; † 25. August 1968 in Los Angeles, Kalifornien) war ein amerikanisch-syrischer Schauspieler.

## Leben
John George wurde 1898 in Aleppo geboren. Er war kleinwüchsig.
Über sein frühes Leben ist wenig bekannt, doch wanderte er um 1911 in die Vereinigten Staaten aus und suchte nach seiner Mutter und seinen Schwestern, die sich offenbar in der Gegend von Nashville, Tennessee, niedergelassen hatten.
Er wirkte von 1916 bis 1960 in mindestens 130 Filmen aller Genres an der Seite zahlloser Stars mit, allerdings oft nur in sehr kurzen Auftritten und ohne namentliche Nennung. Anfangs waren es Stummfilme.
Er starb 1968 an einer Lungenembolie.

## Filmografie
- 1915: The Broken Coin
- 1916: Bobbie of the Ballet
- 1916: Shoes
- 1916: The Chalice of Sorrow
- 1917: Black Orchids
- 1917: Pay Me!
- 1918: Bound in Morocco
- 1918: Friends and Frauds
- 1920: Outside the Law
- 1922: Turn to the Right
- 1922: Der Gefangene von Zenda (The Prisoner of Zenda)
- 1922: Die Schlange von Paris (Trifling Women)
- 1923: Die Flucht aus dem Paradies (Where the Pavement Ends)
- 1923: Scaramouche
- 1924: When a Girl Loves
- 1926: Mare Nostrum
- 1926: The Volga Boatman
- 1926: Der Schrecken von Singapore (The Road to Mandalay)
- 1926: The Bells
- 1926: Don Juan
- 1927: The Night of Love
- 1927: The Show
- 1927: The Unknown – Der Unbekannte (The Unknown)
- 1927: The Road to Romance
- 1927: Die Schlachtenbummler
- 1928: The Big City
- 1929: Condemned
- 1930: Sirenen um Mitternacht (Outside the Law)
- 1932: Sherlock Holmes
- 1934: Laurel und Hardy: Rache ist süß (Babes in Toyland)
- 1935: Der Mann, der die Bank von Monte Carlo sprengte
- 1936: Die Dschungel-Prinzessin
- 1941: More About Nostradamus
- 1941: Der Weg nach Sansibar
- 1943: Adventure in Iraq
- 1946: The Devil’s Playground
- 1948: Bis zur letzten Stunde (Kiss the Blood Off My Hands)
- 1953: Mesa of Lost Women
- 1953: El Khobar – Schrecken der Wüste (The Desert Song)
- 1954: Massai
- 1960: Frankie und seine Spießgesellen (Oceans 11)